# Il grande disegno (romanzo)
Il grande disegno (The Dark Design, 1977) è il terzo romanzo del ciclo del Mondo del Fiume dello scrittore di fantascienza statunitense Philip José Farmer.

## Trama
L'azione si svolge con tre trame differenti che si incrociano e che precedono o seguono nel tempo quella del secondo romanzo del ciclo.
La più breve delle tre trame è quella che coinvolge Richard Francis Burton e i suoi amici già protagonisti del primo romanzo Il fiume della vita. 
Riunitosi nuovamente con i compagni, Burton ancora una volta inizia con loro un viaggio sul fiume. 
In quel momento, molti decenni dopo la prima risurrezione, per motivi sconosciuti la tecnologia che regola il mondo del fiume ha cominciato a guastarsi. 
Inoltre, le resurrezioni di coloro che muoiono si sono interrotte e le persone che vengono uccise non sono riportate in vita. 
Mentre naviga sul fiume Burton incontra un gruppo di antichi egizi che gli raccontano una storia dettagliata del primo tentativo di raggiungere la foce del fiume. 
La missione, che era stata ideata dal Faraone Imhotep e che comprendeva fra i membri il gigante che Sam Clemens avrebbe chiamato Joe Miller, aveva raggiunto la fine del fiume e aveva trovato una cascata enorme.
Scalando i suoi lati, gli egizi avevano finalmente trovato un passaggio attraverso il mare polare. 
Scendendo attraverso una sporgenza che era stata scavata nella roccia avevano trovato una grotta piena di cibo e di barche a motore.
Mentre la maggior parte degli egiziani era salpata per la torre per non fare più ritorno, uno era morto e aveva portato la loro storia a valle. 
Oltre a conoscere questa storia Burton scopre che tra di loro ci sono due impostori. 
Sotto ipnosi, il neanderthal Kaz si ricorda di aver incontrato un agente degli esseri che hanno creato il Riverworld. 
Kaz aveva osservato tempo prima che ogni resuscitato aveva un marchio sulla fronte che solo Kaz e gli altri uomini di Neanderthal potevano vedere, ma che era invisibile agli altri. 
L'eccezione era quell'agente.
Al momento Kaz aveva notato che Monat e Frigate mancavano di questo marchio. 
Tuttavia, prima che lo potesse dire a Burton, era stato affrontato dalla coppia, che lo aveva ipnotizzato per fargli dimenticare la sua scoperta. 
Burton conclude rapidamente che Monat e Frigate sono degli agenti inviati a spiarlo. 
Quando va ad affrontare i due, scopre che essi sono fuggiti senza lasciare traccia.
La seconda trama parallela riguarda il vero Peter Frigate. 
Ignaro del fatto che un agente degli Etici ha preso la sua identità, questo Frigate, la cui vita è stata per molti aspetti identica a quella che il falso aveva raccontato (fatta eccezione per il fatto che il Frigate reale era nato e vissuto qualche decennio prima di quanto aveva sostenuto l'impostore), ha vissuto una vita normale lungo il fiume. 
Un giorno una nave attracca vicino a casa sua e lui riconosce i due uomini che la comandano, due eroi della sua infanzia: Jack London e Tom Mix. 
Accompagnato dal sufi Nur Ed Din e da alcuni guerrieri africani Umslopogas, i due uomini sono in viaggio sul fiume in incognito. 
Frigate vuole salire a bordo della nave per diventare un membro dell'equipaggio e per fare ciò dice che sarebbe prezioso per le sue conoscenze e che conosce l'identità dei due uomini.
Alla fine i due uomini gli raccontano la loro storia: sono stati contattati da un essere misterioso, che li ha arruolati per trovare le sorgenti del fiume. 
Quando la barca arriva in un regno ricco di metallo chiamato New Bohemia, Frigate suggerisce di accelerare il loro viaggio con la costruzione di un dirigibile. 
Dopo un tradimento da parte del sovrano di New Boemia, il gruppo alla fine riesce a costruire il velivolo con cui percorre una buona distanza verso monte, solo per andarsi a confrontare con un altro dirigibile.
La storia di questa seconda macchina volante è raccontata nella terza trama parallela del romanzo. 
Questa racconta gli sforzi della nazione di Parolando, la nazione di Mark Twain alias Sam Clemens, per la costruzione di un dirigibile. 
La nave volante, ideata dal presidente di Parolando, l'ingegnere Milton Firebrass, sarà in grado di raggiungere il polo più velocemente rispetto ai due battelli che Parolando ha già costruito.
Firebrass è assistito in questi sforzi da Cyrano de Bergerac, che è rimasto a lavorare sul progetto. 
Essi sono aiutati da un nuovo arrivo a Parolando, Jill Gulbirra, una pilota australiana di dirigibili e femminista convinta.
Gulbirra, la più esperta pilota dei più leggeri dell'aria nella regione, diventa rapidamente importante per il progetto, così come Cyrano che, sorprendentemente, risulta essere un ottimo pilota.
Quando l'aeronave finalmente viene costruita comincia, sotto il comando di Firebrass e Gulbirra, il lungo viaggio verso il polo. 
Facendosi strada attraverso un enorme buco nelle montagne che circondano il mare polare, il dirigibile raggiunge la torre misteriosa. 
Firebrass, insieme con alcuni altri raggiunge la torre a bordo di un elicottero.
Tuttavia, l'elicottero viene fatto saltare in aria poco prima di atterrare, uccidendo tutti a bordo. 
Il colpevole è Barry Thorne, un ingegnere che aveva lavorato sulla nave. Mentre Thorne è imprigionato, il resto della squadra inizia a esplorare la torre.
Essi trovano una porta aperta sul tetto che conduce dentro la struttura. 
Tuttavia, quando tentano di entrare vengono bloccati da una forza invisibile. 
L'unico che riesce a entrare nel palazzo è uno dei piloti, un giapponese di nome Piscator Sufi, che però non ritorna più. 
Dopo aver atteso qualche tempo il suo ritorno, l'aeronave si allontana a malincuore. 
Dopo il loro ritorno a valle, Clemens chiede di condurre una missione di vendetta contro re Giovanni che gli aveva rubato la prima nave di ferro da lui costruita, il Riservato. 
Giovanni era riuscito a convincere il pilota di un dirigibile di Parolando ad attaccare la seconda nave costruita da Clemens, il Mark Twain. 
In cerca di vendetta, Clemens ordina al dirigibile più grande, il Parseval, di condurre una missione per rapire il re Giovanni e farlo tornare a scontare la pena per i suoi crimini. 
La missione, guidata da Cyrano, ha un certo successo, fino a che Giovanni riesce a fuggire con un elicottero fino al dirigibile. 
Contemporaneamente gli alleati di Clemens scoprono che il traditore Thorne è sfuggito. 
Egli si è paracadutato dal dirigibile, che esplode subito dopo per le bombe che aveva nascosto a bordo.

## Edizioni
- Philip José Farmer, The Dark Design, Putnam Publishing Group, 1977.